# Boone Pultz
Boone Pultz est un boxeur américain né le 18 novembre 1959.

## Carrière
Champion des États-Unis des lourds-légers en 1985 et 1986, il devient le 1er champion du monde WBO de la catégorie le 3 décembre 1989 en battant aux points par décision partagée le norvégien Magne Havnaa. Celui-ci prend sa revanche le 17 mai 1990 en stoppant l'américain à la 5e reprise.